# Physella ancillaria
Physella ancillaria is een slakkensoort uit de familie van de Physidae. De wetenschappelijke naam van de soort is voor het eerst geldig gepubliceerd in 1825 door Say.